# گو لیو یینگ
گو لیو یینگ (انگلیسی: Goh Liu Ying؛ زادهٔ ۳۰ مهٔ ۱۹۸۹) بدمینتون‌باز اهل مالزی است.